# Vigonovo
Vigonovo é uma comuna italiana da região do Vêneto, província de Veneza, com cerca de 8.055 habitantes. Estende-se por uma área de 12 km², tendo uma densidade populacional de 671 hab/km². Faz fronteira com Fossò, Noventa Padovana (PD), Padova (PD), Sant'Angelo di Piove di Sacco (PD), Saonara (PD), Stra.

## Demografia
| Variação demográfica do município entre 1861 e 2011                               |
|                                                                                   |
| Fonte: Istituto Nazionale di Statistica (ISTAT) - Elaboração gráfica da Wikipedia |